# Leben zu zweit
Leben zu zweit ist ein deutscher Spielfilm aus dem DEFA-Studio für Spielfilme von Herrmann Zschoche aus dem Jahr 1968.

## Handlung
Karin Werner ist Standesbeamtin und lebt mit ihrer 15-jährigen Tochter Nora allein, da sie seit langer Zeit geschieden ist. Jetzt ist sie Mitte Dreißig und hat seit einem halben Jahr eine Beziehung zu dem Mathematiker Peter Freund, der sie gern heiraten würde. Doch Karin möchte nicht, denn sie hat bisher ihrer Tochter nichts von dem Verhältnis erzählt und es ist ihr auch nicht klar, wie sie ihr das beibringen soll. Aber Nora hat bereits gemerkt, dass ihre Mutter einen Freund hat, nur weiß sie nicht, wer es ist.
Da Peter jedoch nicht nachgibt, Nora kennen lernen zu wollen, kommen sie auf die Idee, dass er sich mit Nora bekanntmachen, ihre Sympathie gewinnen und dann von ihr einladen lassen soll. Hier kann er dann ihre Mutter kennenlernen, um sich dann in diese zu verlieben. Das erste Zusammentreffen ist in einer Bibliothek geplant, wohin Nora ein Buch zurückbringen will. Nur das Kennenlernen klappt nicht so richtig und deshalb geht Peter Nora hinterher und reicht ihr erst einmal ihren Bibliotheksausweis, den sie vergessen hat. Doch Nora lässt sich nicht aufhalten, ist sie doch mit ihrem Schulfreund Mark verabredet. In einer Eisbar kommt es zwischen den beiden zum Streit und nachdem Mark gegangen ist, setzt sich Peter, der ihr weiterhin folgte, zu ihr und erklärt Nora, was sie falsch gemacht hat. So lernen sie sich kennen.
Am Tag ihres 16. Geburtstags holt Peter Karins Tochter von der Schule ab und bringt sie mit dem Auto nach Hause. Seinen Wunsch, mit in die Wohnung zu kommen, um ihre Mutter kennen zu lernen, lehnt sie jedoch ab. Am Abend feiert sie ihren Geburtstag mit mehreren Freunden. Eine ihrer Freundinnen bringt ihren Bruder Sascha mit, in den sie sich sofort verliebt. Mark, der sie zwar liebt und den sie aber nur als Freund sieht, ist sofort abgeschrieben. Karin verbringt den Abend bei Peter und gesteht ihm den wahren Grund ihrer ablehnenden Haltung zur Heirat. Sie war in ihrer ersten Ehe nicht wirklich frei, jetzt lebt sie ihr eigenes Leben und hat Angst davor, wieder abhängig zu werden.
Durch Zufall erfährt Karin von Frau Professor Wolle, dass Peter für zwei Jahre im Ausland arbeiten soll. Sie ist so enttäuscht, dass er das nicht schon eher gesagt hat und trennt sich im Streit von ihm. Wieder mit Nora allein, muss sie feststellen, dass beide Probleme mit der Liebe haben. Peter will aber Karin nicht aufgeben und schleicht sich unter einem Vorwand mit einer Hochzeitsgesellschaft in eine Trauung. Als Karin ihn unter den Besuchern entdeckt, legt sie ihren ganzen Frust in die Rede, doch anschließend geht sie mit ihm noch ein Stück mit, was mit einer Versöhnung im Bett endet. Als es an der Wohnungstür klingelt und er die Tür öffnet, steht Nora davor und bittet ihn, ihr in Mathematik zu helfen. Er schickt sie in die Küche, Nora wäscht ab und Peter bindet ihr eine Schürze um. Als Nora merkt, dass es die Schürze ist, die sie selbst genäht und ihrer Mutter geschenkt hat, weiß sie Bescheid und verabschiedet sich schnell wieder.
Jetzt nimmt Nora die Angelegenheit in die Hand und macht mit Peter gemeinsame Sache. Sie bringt ihre Mutter dazu, Peter in die Wohnung einzuladen und ihn vorzustellen. Nun steht einer Hochzeit nichts mehr im Weg und Nora kann sich ihrer Liebe zu Sascha widmen.

## Produktion und Veröffentlichung
Die Drehorte in Berlin befanden sich in der Schönhauser Allee, Kastanienallee, Dimitroffstraße, im Volkspark Friedrichshain, Volkspark am Weinbergsweg, Friesen Schwimmstadion, an der Friedrichsgracht, auf der Greifenhagener Brücke und in der Mokka-Milch-Eisbar.
Leben zu zweit wurde von der Künstlerischen Arbeitsgruppe „Berlin“ unter den Arbeitstiteln Ein gewisses Mädchen und Wer liebt, wird sehen als Schwarzweißfilm gedreht und hatte seine Uraufführung am 16. Februar 1968 im Geraer Panorama-Palast. Im Fernsehen der DDR wurde der Film das erste Mal am 7. Oktober 1969 im 1. Programm gezeigt.
Das Lied Wir sind jung wurde von Jürgen Pippig komponiert, die Gesangsinterpreten kamen vom Oktoberklub Berlin. Die Dramaturgie lag in den Händen von Anne Pfeuffer.

## Kritik
Helmut Ullrich äußerte sich in der Neuen Zeit folgendermaßen:

„Die etwas künstlich verkomplizierte Psyche der Heldin und der folglich ebenso künstlich verkomplizierte Gang der Handlung sind aber auch das einzige, was an diesem Film nicht recht gefallen kann. Denn ansonsten ist diese Liebesgeschichte aus unseren Tagen recht erquicklich, nicht überambitioniert, nicht schicksalshaft aufgeputscht, sondern einfach nett und sehr lebensecht und menschenfreundlich.“

Günter Sobe schrieb in der Berliner Zeitung:

„Der unterhaltsame, kleine Film hat seine größten Vorzüge in der realistischen, nie zweideutigen Sicht der Dinge und in den vielfach hübsch pointierten Dialogen.“

Das Lexikon des internationalen Films schreibt, dass die dramaturgischen Mängel des lustspielhaften Films durch gute Schauspielerleistungen und atmosphärische Dichte wettgemacht werden.